# Росолівецька сільська рада
Росоліве́цька сільська́ ра́да — адміністративно-територіальна одиниця та орган місцевого самоврядування у Красилівському районі Хмельницької області. Адміністративний центр — село Росолівці.

## Загальні відомості
- Населення ради: 761 особа.

## Населені пункти
Сільській раді підпорядковані населені пункти:
- с. Росолівці

## Склад ради
Рада складається з 12 депутатів та голови.
- Голова ради: Ковальчук Василь Михайлович
- Секретар ради: Фабинюк Надія Дмитрівна

### Керівний склад попередніх скликань
| Прізвище, ім'я, по батькові | Основні відомості                                      | Дата обрання | Дата звільнення |
| --------------------------- | ------------------------------------------------------ | ------------ | --------------- |
| Ковальчук Василь Михайлович | Сільський голова, 1967 р.н., освіта вища, безпартійний | 26.03.2006   | 31.10.2010      |
| Ковальчук Василь Михайлович | Сільський голова                                       | 31.10.2010   | 25.10.2015      |
| Ковальчук Василь Михайлович | Сільський голова                                       | 25.10.2015   |                 |

Примітка: таблиця складена за даними сайту Верховної Ради України

### Депутати
За результатами місцевих виборів 2015 року депутатами ради стали:

#### За суб'єктами висування
| Суб'єкт висування      | Кількість обраних депутатів | %    |
| ---------------------- | --------------------------- | ---- |
| Самовисування          | 8                           | 66,7 |
| Аграрна партія України | 4                           | 33,3 |

#### За округами
| № округу               | Прізвище, ім'я, по батькові  | Дата визнання обраним | Освіта             | Партійна приналежність | Відомості про обраного депутата                                                                         |
| ---------------------- | ---------------------------- | --------------------- | ------------------ | ---------------------- | --- |
| Аграрна партія України |                              |                       |                    |                        | |
| 3                      | Башко Надія Іллівна          | 27.10.2015            | середня спеціальна | позапартійна           | приватний підприємець, с. Росолівці                                                                     |
| 5                      | Шевчук Костянтин Філімонович | 27.10.2015            | середня спеціальна | позапартійнийа         | приватний підприємець, с. Росолівці                                                                     |
| 4                      | Шевчук Олександр Іванович    | 27.10.2015            | середня спеціальна | позапартійний          | Старокостянтинівська дистанція колії № 20, монтер колії                                                 |
| 6                      | Зозулюк Володимир Іванович   | 27.10.2015            | середня            | позапартійний          | тимчасово не працює                                                                                     |
| Самовисування          |                              |                       |                    |                        | |
| 1                      | Фабинюк Надія Дмитрівна      | 27.10.2015            | вища               | позапартійна           | Росолівецька сільська рада, секретар                                                                    |
| 2                      | Миколайчук Леонід Петрович   | 27.10.2015            | вища               | позапартійний          | ТОВ «Житниця Поділля», головний агроном; ТОВ «Подільський край», директор; ФГ «Федра нива-2012», голова |
| 7                      | Потрусило Віра Марківна      | 27.10.2015            | вища               | позапартійна           | Росоловецька загальноосвітня школа, вчитель                                                             |
| 9                      | Юзюк Мирослава Олександрівна | 27.10.2015            | середня спеціальна | позапартійна           | тимчасово не працює                                                                                     |
| 10                     | Фабинюк Василь Петрович      | 27.10.2015            | середня спеціальна | позапартійний          | тимчасово не працює                                                                                     |
| 8                      | Пилипчук Валентина Василівна | 27.10.2015            | середня спеціальна | позапартійна           | пенсіонер                                                                                               |
| 11                     | Нодолинська Лілія Василівна  | 27.10.2015            | вища               | позапартійна           | Росоловецька загальноосвітня школа, вчитель                                                             |
| 12                     | Ліснюк Ірина Володимирівна   | 27.10.2015            | вища               | позапартійна           | Росолівецька загальноосвітня школа, вчитель                                                             |